# Friðrik
Friðrik est un prénom masculin islandais pouvant désigner :

## Prénom
- Friðrik Dór (en) (né en 1988), chanteur et compositeur islandais
- Friðrik Friðriksson (né en 1964), joueur islandais de football
- Friðrik Þór Friðriksson (né en 1953), réalisateur et acteur islandais
- Friðrik Ólafsson (né en 1935), joueur d'échecs islandais
- Friðrik Ómar (en) (né en 1981), chanteur islandais
- Friðrik Klemenz Sophusson (en) (né en 1943), homme politique islandais

## Référence
1. ↑  (en) « 10th Century Frisian Masculine Names », sur heraldry.sca.org (consulté le 28 décembre 2017)